# サルヴァトーレ・フレージ
サルヴァトーレ・フレージ（Salvatore Fresi, 1973年1月16日 - ）は、イタリア・ラ・マッダレーナ出身の元サッカー選手。

## 経歴
1993-94シーズンにサレルニターナでデビューを果たした。1995-96シーズン、同じポジションを務めるフランコ・バレージを彷彿とさせる若手選手として、大きな期待を背負ってインテルに移籍した。その後、ロイ・ホジソン監督によりボランチにコンバートされ、UEFAカップ決勝でも先発でプレーして優勝を果たした。しかし徐々に出場機会を減らし、レンタルに出された。ボローニャへの移籍を経て、2002-03シーズンにはユヴェントスに加わり、リーグ優勝を果たした。しかし出場機会は少なく、翌シーズンはペルージャへレンタル移籍した。
イタリアオリンピック代表として、1996年のアトランタオリンピックでは1試合に出場した。またA代表には数度に渡り召集されたが、出場機会を得られなかった。

## タイトル
インテル
- UEFAカップ : 1997-98

ユヴェントス
- セリエA：2002-03
- スーペルコッパ・イタリアーナ : 2002

U-21サッカーイタリア代表
- UEFA U-21欧州選手権 : 1996